# Фридрих Байер и Ко
Торговый дом «Фридрих Байер и К°» — бывшее химическое предприятие. Одно из крупнейших химических предприятий Москвы начала XX века. Полное наименование — Акционерное общество химической фабрики Фридр. Байер и К° в Москве

## Историческое расположение
Правление предприятия и его магазин размещался в помещении наследников М. Ф. Арманд по адресу: Старая площадь, дом 6 и Ипатьевский переулок, дом 7. Дом В. В. Столярова находился на границе Хамовнического Камер-Коллежского вала и Лужнецкой набережной Москвы-реки. Корпус фабрики, построенный в 1898 году, находился по адресу: Лужнецкая набережная, дом 2/4.

## История

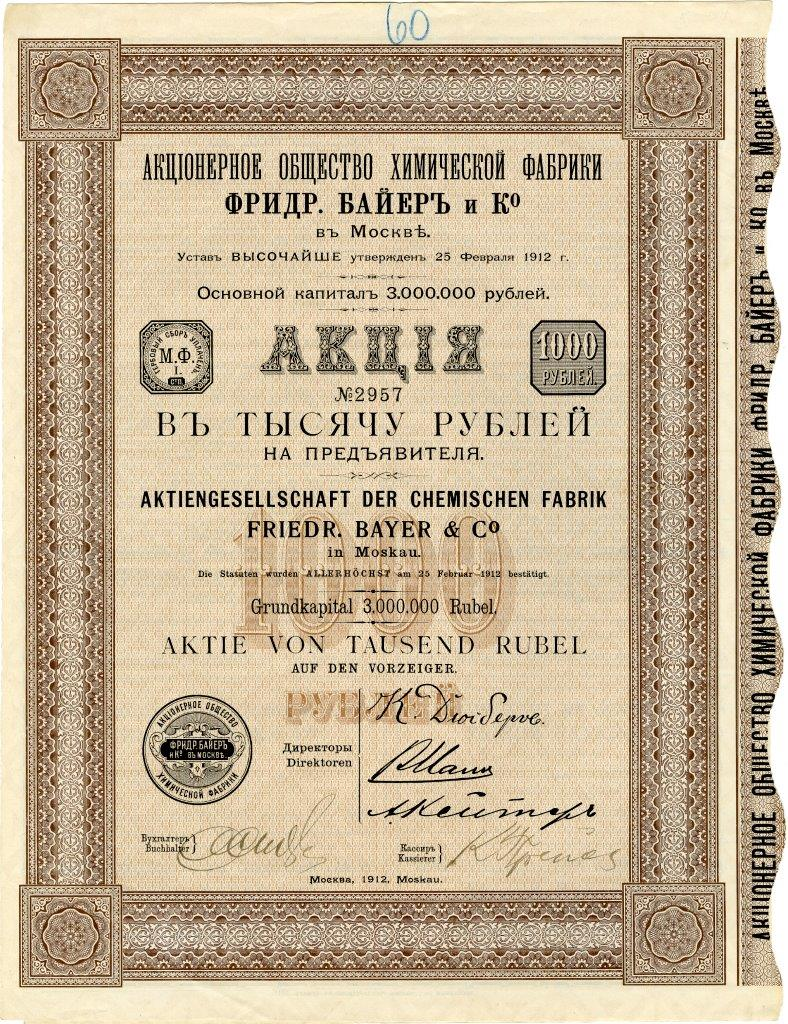
Акция в 1000 руб. на предъявителя Акционерного общества химической фабрики Фридр. Байер и Ко в Москве. Москва, 1912 г.

В 1883 году в здании В. В. Столярова стартовало производство анилиновых и ализариновых красок. В 1893 году Г. Беттингер, германский подданный, купил владение Столярова. В 1898 году он при помощи Фридриха Байера образовал торговый дом «Ф. Байер и Г. Беттингер». Фридрих Байер, германский подданный и купец 1-й московской гильдии, временно, известен по созданию немецкой химической и фармацевтической компании Bayer AG. На предприятии было задействовано 160 лиц. Использовались три паровые машины. В 1898 году торговый дом по проекту архитектора А. А. Остроградского сооружил ещё один корпус для фабрики, ставшей в XXI веке НПО «Контэкс», трёхэтажную казарму для жилья рабочих и другие здания. В 1899 году в Российской империи стало можно размещать товарные знаки компаний. Затем торговый дом увеличивал границы, покупая смежные территории. С 1906 года по 1914 год в Санкт-Петербурге торговый дом выпускал в продажу «Терапевтические известия». В 1908 году торговый дом занимал площадь в 30 тысяч квадратных саженей. В 1909 году работает 350 рабочих.
Акционерное общество «Фридрих Байер и Ко» было создано в 1912 году. Капитал в том году составил 3 миллиона рублей. Председатель правления К. Дюсберг, германский подданный. В 1912 году на фабрике задействовано 400 рабочих. Оборот составлял 2,2 миллиона рублей. На продаже стояло 1700 видов различных красителей, 750 хим. продуктов, 20 препаратов фармацевтических. Торговый дом имел магазины в других городах Российской империи. Во время Первой мировой войны делали пигменты для покраски тканей. С 1915 году производят взрывчатые вещества. В том же году из правления ушли германские подданные. В 1916 году заводы торгового дома отданы другим предприятиям. В июне 1917 году фабрика стала в Особом правительственном правлении по делам акционерного общества «Фридрих Байер». После революции вошла в Государственный анилиновый трест.